# الحماة 3: عودة منهي العوالم
«الحُماة 3: عودة مُنهي العوالم» (بالإنجليزية: Vindicators 3: The Return of Worldender) هي الحلقة الرابعة من الموسم الثالث من سلسلة الرسوم المتحركة «أدلت سويم» ريك ومورتي. بقلم سارة كاربينر وإريكا روزبي وإخراج بريان نيوتن، عُرضت الحلقة لأول مرة في 13 آب 2017. في محاكاة ساخرة للعديد من أفلام الأبطال الخارقين، ترى حلقة الحُماة 3 أن ريك ومورتي ينضمان إلى فرقة الحُماة في مهمة لهزيمة ورلدنر. ومع ذلك، يهزم ريك المخمور ورلدنر بمفرده ويضع تحديات أمام الحُماة لإكمالها في اليوم التالي، وقد نسي الليل بأكمله بحلول الصباح. ظهر الحُماة لاحقًا في رابط الكتاب الهزلي. تلقت الحلقة تقييمات إيجابية وشاهدها ما يقدر بنحو 2.66 مليون مشاهد عند عرضها الأول.

## الحبكة
يستدعي مورتي صفقته مع ريك لاختيار كل مغامرة عاشرة للرد على دعوة الحُماة للمساعدة، بعد أن عمل معهم سابقًا خارج الشاشة. أثناء اطلاع المجموعة على مخاطر ورلدنر، يقاطع ريك غاضبًا لإهانة الأبطال الخارقين سوبرنوفا ورجل المليون نملة وكروكوبوت وآلان ريلز وفانس ماكسيموس. الحامي الوحيد الذي لا لم يشارم في الهجمة هو نوب-نوب. في الاجتماع، يشعر مورتي بالضيق لاكتشاف أن الحُماة التقى في مغامرة ثانية لم تتم دعوة ريك ومورتي إليها.
في صباح اليوم التالي، وصل الحُماة إلى غرفة الإحاطة لاكتشاف ريك فاقدًا للوعي في بركة من الإسهال. يبقى نوب-نوب في المحطة للتنظيف بينما يغادر بقية المجموعة لهزيمة ورلدنر. عندما يستيقظ ريك مترنح، يدمر برجًا آليًا كان يطلق النار على المجموعة. سرعان ما يجدون وورلدندر وأتباعه مقتولين بالفعل تنزل شاشة كبيرة يبدأ فيها ريك مخمور من الليلة السابقة في مونولوج.
مستوحى من فيلم سو 2004, وضع ريك مهام الحُماة لإكمالها؛ إذا غادروا أو فشلوا فسيقتلون. يحاول فينس الخروج من خلال قناة تهوية، مما يؤدي إلى تفجير الفخاخ التي تقتله بعنف. بينما يهدد آلان بقتل ريك، أعلن مورتي أنه حل اللغز الأول، حيث يجب مطابقة الأوصاف مع كل حامي. أي مطابقة صحيحة، نقطة ريك هي أنهم جميعًا متماثلون وظيفيًا.
اللغز الثاني هو اختيار المكان على الخريطة الذي يرفض الحُماة التحدث عنه. قُتل كروكوبوت بالتخمين الخاطئ، وهو كوكب دوريان 5, الكوكب الذي أبادته المجموعة، لكن مورتي يفهم أن الحل هو إسرائيل، التي يصرخ بها ريك وهو مخمور. في اللغز الثالث، تحاول المجموعة تسجيل أهداف ميدانية من ثلاث نقاط في كرة السلة بينما يهدف مورتي إلى نزع سلاح قنبلة نيوترينو. ومع ذلك، ينشب الجدل حول علاقات سوبرنوفا السابقة مع ريلز ومليون أنس. المستعر الأعظم يكسر معركة بين ريلز ورجل المليون نملة بحقل قوة يقتل ريلز.
المهمة الأخيرة هي وضع الجزء الوحيد من الحُماة الذي يقدره ريك على النظام الأساسي. يعتقد ريك أنه مورتي، الذي يقف على المنصة ويتم نقله إلى غرفة مخصصة لنوب-نوب حيث يقول ريك في الفيديو كم يقدر نوب-نوب. بالعودة إلى المخبأ، يقتل المستعر الأعظم رجل المليون نملة ويمنعه من قتل ريك من قبل حفلة خطط لها ريك المخمور والتي اندلعت فجأة، والتي يؤدي الأغنية لوجك.

## إنتاج
جعل الممثل الصوتي جستن رويلاند نفسه في حالة سكر من أربعة أو خمسة أكواب من التكيلا من أجل لعب دور ريك المخمور في هذه الحلقة.
ظهرت الحُماة في أول سلسلة من الرسوم الهزلية الرسمية، Rick and Morty Presents. صدر في 7 آذار 2018 من قبل Oni Press, يقدم ريك ومورتي: الحُماة! كتبه جاي توريس ورسمه سي جيه كانون. تم تصميم الغلاف الأمامي بواسطة جين بارتل.

## تحليل
الحلقة تسخر من أفلام الأبطال الخارقين. ستيف غرين من إنديفير كتب أن الأبطال الخارقين ليست محاكاة مباشرة لفريق معين واحد خارقة، على الرغم من هانا ميلريا من موسيقى اكسبرس جديدة مقارنة فانس ستار الرب وسوبر نوفا لجبابرة في سن المراهقة ستارفاير. وجد جاك شيبرد من الإندبندنت وغرين نوب نوب مشابهًا للموسم الثاني بشخصية «مقابلة أصدقاء جدد» السيد بوبيباتهول. وجد غرين الإشارة إلى عدم وجود تنوع بين الحُماة بعد الموت السابق لأبطال خارقين من اللون مشابه لإشارة في الحلقة السابقة «ريك الخيار المخلل» إلى أن دوكتور وانغ هو اختيار ضعيف لاسم شخصية عبر عنها غير- سوزان سارندون الآسيوية.
وضعت الحلقات السابقة أيضًا ريك كشرير، حيث أظهر العرض الأول للموسم «خلاص ريك» أيضًا الاحتكاك المتزايد بين ريك ومورتي والنضج في مورتي. يستمر في موضوع في الموسم الثالث لاستكشاف ديناميكيات عائلة سانشيز، وإبراز نغمة أكثر قتامة. على عكس العديد من الحلقات الأخرى، لا تحتوي «الحُماة 3» على قصة B.

## استقبال
تم بث الحلقة لأول مرة على أدلت سويم في الساعة 11:30 صباحًا مساء يوم 13 آب 2017, حيث شاهدها 2.66 مليون مشاهد.
قام جيسي شيددين من آي جي إن بتقييم الحلقة 8.5 من أصل 10, مشيدًا بـ «التقلبات الممتعة» والديناميكية المرحة بين ريك الرصين وريك المخمور. أشاد مجددين بأن النهاية قلبت نمطًا سابقًا لريك يُظهر عاطفة حقيقية بينما كان في حالة سكر. مع تصنيف B, وجد غرين الحلقة مسلية في أجزاء، على الرغم من اعتقادها أنها كانت مشابهة جدًا للموسم الأول «ملاهي التشريح». وأشاد بنجوم ضيف الحماة، ووافق على «القليل من التضليل اللطيف» في شخصية سلاتر التي قُتلت أولاً. وجد الراعي الحلقة «واحدة من أطرف مغامراتهم وأكثرها تشويشًا حتى الآن», مشيدًا باستخدامها لمجالات الأبطال الخارقين.

## روابط خارجية
- «الحماة 3: عودة منهي العوالم» على قاعدة بيانات الأفلام على الإنترنت